# Joan Borja i Sanz
Joan Borja i Sanz (Altea, la Marina Baixa, 1968) és un professor, escriptor i folklorista valencià.
Llicenciat l'any 1992 en Filosofia i Lletres, es va doctorar l'any 2002 en la Universitat d'Alacant en l'especialitat de filologia catalana. També és mestre en l'especialitat de Ciències des del 1989. Ha desenvolupat la seua tasca d'investigació en el camp de la literatura i la cultura popular, en concret la del País Valencià, i també s'ha encarregat de qüestions de pedagogia i crítica literària.
A la Universitat d'Alacant va ser vicedegà de la Facultat d'Educació entre els anys 2000 i 2003, director de la Seu Universitària de la Marina (a Benissa) entre 2003 i 2005, director de la Unitat d'Educació Plurilingüe entre 2004 i 2007, i director del Departament de Filologia Catalana de la Universitat d'Alacant entre 2007 i 2011. A més, dirigeix des de l'any 2011 la revista Ítaca del Departament de Filologia Catalana de la Universitat d'Alacant, així com la Càtedra Enric Valor de la Universitat d'Alacant des de l'any 2016, que analitza la figura de l'escriptor de Castalla. Altres càrrecs destacables són la direcció del departament de publicacions de l'Institut Alacantí de Cultura Juan Gil-Albert (depenent de la Diputació d'Alacant) entre 2011 i 2019 i diverses col·leccions editorials. És vocal del PEN català i membre del consell editorial del grup Edicions Bromera.
Pel que fa a la seua vessant de creació, destaca pels seus articles regulars en premsa, i els seus llibres en estil dietarista, encara que també ha conreat la literatura infantil.

## Premis
Ha rebut els següents guardons:
- Premi Bernat Capó d'Investigació i Difusió de la Cultura Popular Valenciana (2004), per Llegendes del sud
- Premi d’Assaig Mancomunitat de la Ribera Alta (2012), per Café del temps
- Premi Internacional de divulgació Científica Ciutat de Benicarló (2016), per Sobre l'alquímia de la vida. Converses amb Xavier Vendrell.
- Premi de la Generalitat Valenciana al millor llibre juvenil (2018), per Por o fugirem; compartit amb Francesc Gisbert i Muñoz, Víctor Labrado i Aitana Carrasco Inglés.[7]
- Premi València d'Assaig (2020), per Enric Valor, memòries[1]

## Llibres
Ha escrit i col·laborat en diverses obres d'assaig i estudis literaris i a més ha escrit diversos llibres de ficció, sobretot dietaris i de literatura infantil.

### No ficció
- Els aforismes de Joan Fuster. Viatge cap a un univers literari (1996). Diputació d'Alacant, Institut Alacantí de Cultura Juan Gil-Albert. ISBN 84-7784-233-7
- Anàlisi del discurs fusterià: teoria del coneixement i estratègies comunicatives en la prosa d'idees de Joan Fuster. (2002) Tesi doctoral dirigida per Vicent Salvador i Liern.
- La utopia de la ciència: Joan Fuster i la mesura de les coses (2004). Edicions Bromera. ISBN 84-7660-989-2
- Llegendes del sud (2005). Edicions del Bullent. ISBN 84-96187-26-8
- Papers d'etnopètica (2010). Institut Interuniversitari de Filologia Valenciana. ISBN 978-84-9883-720-9
- Els discursos de la ciència. Joan Fuster i la democratització del coneixement (2013). Universitat de València. ISBN 978-84-370-9012-2
- Àncora del temps: antologia de dietaris actuals (2013). Edicions Tres i Quatre. ISBN 978-84-7502-940-5
- Les llegendes secretes de Sara Llorens. 'Llegendes alacantines' (2016). Edició dels textos de Sara Llorens de Serra. Universitat d'Alacant. ISBN 978-84-608-5966-6
- Joan Navarro Ramon: vida, colors i formes. (2019). Universitat d'Alacant. ISBN 978-84-1302-048-8
- Sant Vicent Ferrer en l'imaginari popular valencià (2020). Acadèmia Valenciana de la Llengua. ISBN  978-84-482-6477-2[9]

### Ficció i dietaris
- Café del temps (2013). Edicions Bromera. ISBN 978-84-9026-102-6
- El color de les quimeres: Tots sants (2013). Edicions Bromera. ISBN 978-84-941558-4-0
- Gori-gori, rum-rum (2014). Andana Editorial. ISBN 978-84-941757-8-7
- La cara del moro (2016). Diputació d'Alacant, Institut Alacantí de Cultura Juan Gil-Albert. ISBN 978-84-7784-711-3[10]
- La Jonaina (2017). Diputació d'Alacant, Institut Alacantí de Cultura Juan Gil-Albert. ISBN 978-84-7784-742-7[10]
- Por o fugirem (2018). Coautorat amb Francesc Gisbert i Muñoz, Víctor Labrado i Aitana Carrasco Inglés. Andana Editorial. ISBN 978-84-17497-08-8[7]
- Valor, Maria! El llibre de les criatures fantàstiques (2021). Andana Editorial. ISBN 978-84-17497-64-4[6]

### Coautories i pròlegs
- El llenguatge de les ciències de la salut: introducció a la formació de termes mèdics (1995). Coautorat amb Josep Bernabéu Mestre, Joan Maria Perujo Melgar, Josep Vicent Forcadell Saport, Patricia Alberola, Carles Cortés Orts, Conseulo Martínez. Generalitat Valenciana, Conselleria de Sanitat. ISBN 978-84-482-0951-3
- Diccionari de la literatura valenciana actual (1968-2000) (2002). Coautorat amb Anna Esteve Guillén, Juli Martínez Amorós, Dèlia Amorós i Pinos, Josep Maria Baldaquí Escandell, Vicent Brotons Rico, Joaquim Espinós Felipe, Carles Cortés Orts, Patricia Alberola Romà i dirigit per Gabriel Sansano i Belso. Diputació d'Alacant, Institut Alacantí de Cultura Juan Gil-Albert. ISBN 84-7784-874-2
- Valencià mitjà (2004). Coautorat amb Maria Jesús Francés Mira, Leandre Ivorra, Vicent Josep Santamaria Picó i coordinat per Carles Cortés Orts. Edicions Castellnou. ISBN 84-9804-290-9
- La narrativa oral: rondalles i llegendes en l'imaginari col·lectiu contemporani (2006). Coautorat amb Carme Oriol i Carazo. Universitat d'Alacant, Seu Universitària de la Marina. ISBN 84-608-0531-X[10]
- Folklore i romanticisme: els estudis etnopoètics de la Renaixença (2008). Coautorat amb Joan Armangué i Herrero. Grafica del Parteolla. ISBN 978-88-89978-69-6.
- Conversa amb Bernat Capó (2013). Universitat d'Alacant. Entrevista de Laura Soler Azorín, pròleg de Joan Borja. ISBN 978-84-9717-249-3
- Rutes de llegenda (2016). Coordinador. Universitat d'Alacant, Seu Universitària de la Marina. ISBN 978-84-938131-7-8[10]
- Un romanç per a la festa. l'ambaixada de Modesto Mora, Callosa d'en Sarrià, 1860 (2018). Obra de Joaquín Ronda Pérez i Carles Tasa i Berenguer prologada per Joan Borja i José Francisco Domene Verdú. Ajuntament de Callosa d'en Sarrià. ISBN 978-84-09-04816-8
- Estimem Enric Valor. Escriptor fill de Castalla (2018). Coautorat amb Dani Miquel, Francesc Gisbert i Muñoz, Víctor Gómez Labrado i Rosanna Crespo. Andana Editorial. ISBN 978-84-16394-91-3.[10]
- Descobreix art en Valor (2018). Coordinador. Diputació d'Alacant, Institut Alacantí de Cultura Juan Gil-Albert. ISBN 978-84-7784-797-7[10]

Ha realitzat també nombres col·laboracions en articles de recerca de revista i ha dirigit quatre tesis doctorals.